# Ebony Reigns
Priscilla Opoku – Kwarteng (16 tháng 2 năm 1997 – 8 tháng 2 năm 2018), được biết đến với nghệ danh Ebony, là một nghệ sĩ dancehall người Ghana nổi tiếng với các ca khúc hit "Poison" và "Kupe". Cô được phát hiện bởi Bullet từ Ruff n Smooth.

## Cuộc đời và học vấn
Ebony Reigns được sinh ra với tên khai sinh là Priscilla Opoku – Kwarteng, hay còn được biết đến với cái tên Nana Heemaa (Oheema) bởi người thân của cô, ở Dansoman, ngoại ô Accra. Cha mẹ cô là Nana Poku Kwarteng và Beatrice Oppong Marthin. Cô được nuôi dưỡng và lớn lên ở khu vực thành thị của Accra.
Cô bắt đầu học cơ bản tại Học viện Seven Great Princess ở Dansoman, Accra, sau đó là một trường trung học dành cho nữ sinh có tên là Methodist tại Mamfe ở Quận Bắc Akuapim thuộc miền Đông, Ghana, mặc dù cô không tốt nghiệp. Cô bỏ học trung học để theo đuổi sự nghiệp âm nhạc của mình.

## Sự nghiệp
Ebony được phát hiện bởi nhạc sĩ và doanh nhân Bullet từ Ruff n Smooth và được ký hợp đồng với hãng thu âm Ruff Town.
Cô ra mắt đĩa đơn đầu tiên của mình, "Dancefloor", vào tháng 12 năm 2015, với một video và bản nhạc phát hành kèm theo. Bài hát đã trở thành một hit đài phát thanh, và đã giúp cô có được một đề cử tại Lễ trao giải Âm nhạc Ghana năm 2016.
Tháng 3 năm 2016, Ebony phát hành đĩa đơn hit lớn "Kupe". Cô đã ký hợp đồng với hãng thu âm Ruff Town và Midas Touch Inc.

## Sự ra đi
Ebony Reigns đã chết ngay lập tức  trong một vụ va chạm giao thông vào ngày 8 tháng 2 năm 2018 trong khi trở về từ Sunyani và đến Accra sau chuyến viếng thăm mẹ của cô. Trợ lý của cô và người bạn lâu năm Franklina Yaa Nkansah Kuri và người lính Atsu Vondee cũng chết trong tai nạn chết người này. Cô qua đời tám ngày trước sinh nhật lần thứ 21 của mình.